# Sabina Machalová
Sabina Machalová (* 10. Dezember 1997) ist eine tschechische Tennisspielerin.

## Karriere
Machalová begann mit fünf Jahren das Tennisspielen und bevorzugt Hartplätze. Sie spielt vor allem Turniere der ITF Women’s World Tennis Tour, wo sie bislang einen Titel im Doppel gewinnen konnte.

### College Tennis
```
spielte für die Damentennismannschaft der 
Rebels
 der 
University of Mississippi
.
[
1
]
```

## Turniersiege

### Doppel
| Nr. | Datum           | Turnier | Kategorie   | Belag | Partnerin         | Finalgegnerinnen         | Ergebnis |
| --- | --------------- | ------- | ----------- | ----- | ----------------- | ------------------------ | -------- |
| 1.  | 20. August 2016 | Graz    | ITF $10.000 | Sand  | Veronika Vlkovská | Alena Weiss Vivian Wolff | 6:3, 7:5 |